# Aphanipathes
Genre
Aphanipathes est un genre de coraux noirs de la famille des Aphanipathidae, caractérisé par de grandes épines polypares,.
Le plus souvent trouvé dans les régions subtropicales et tropicales, ce genre de corail vit en colonies sur la pente continentale du fond de l'océan ou sur les récifs coralliens. Les colonies présentent des apparences physiques différentes ; elles peuvent être touffues, en forme d'éventail ou ramifiées comme des plumes. La plupart des espèces d’Aphanipathes se trouvent dans les régions tropicales où elles prospèrent et vivent avec succès. Elles ne sont pas présentes dans les régions arctiques ou antarctiques et sont très rares dans les zones tempérées.

## Liste des espèces
Selon World Register of Marine Species (11 décembre 2022) :
- Aphanipathes flailum Horowitz, 2022
- Aphanipathes pedata (Gray, 1857)
- Aphanipathes salix (Pourtalès, 1880)
- Aphanipathes sarothamnoides Brook, 1889
- Aphanipathes verticillata Brook, 1889